# Pyrenaearia carascalensis
Pyrenaearia carascalensis es una especie de molusco gasterópodo de la familia Hygromiidae.

## Distribución geográfica
Es endémica del Pirineo de Navarra, Huesca y Lérida (España), Andorra y Altos Pirineos (Francia).  